# Heberg
Heberg is een plaats in de gemeente Falkenberg in het landschap Halland en de provincie Hallands län. De plaats heeft 463 inwoners (2005) en een oppervlakte van 71 hectare.